# Lepanthes illex
Lepanthes illex är en orkidéart som beskrevs av Carlyle August Luer. Lepanthes illex ingår i släktet Lepanthes och familjen orkidéer. Inga underarter finns listade i Catalogue of Life.